# Фролково (Рузский городской округ)
Фролково — деревня в Рузском районе Московской области, входит в состав сельского поселения Ивановское. Население 3 человека на 2006 год. До 2006 года Фролково входило в состав Сумароковского сельского округа.
Деревня расположена на западе района, примерно в 15 километрах к северо-западу от Рузы, на берегу одного из заливов Рузского водохранилища (бывшая долина реки Правая Педня), высота центра над уровнем моря 192 м. Ближайшие населённые пункты — Оселье в 1 км западнее (через залив) и Лихачёво в 2 км юго-восточнее.